# Братерство (фільм)
«Братерство» (дан. Broderskab) — дансько-шведський фільм-драма 2009 року, поставлений режисером Ніколо Донато. Світова прем'єра стрічки відбулася 21 жовтня 2009 року на Римському міжнародному кінофестивалі, де вона отримала головний приз у номінації «Найкращий фільм» .

## Сюжет
Молодий данець Ларс полишає службу в армії, так і не отримавши підвищення по службі через підозри в гомосексуальності. Він повертається додому, в сім'ю, з якою у нього відразу починаються проблеми. В результаті постійних конфліктів і взаємної неприязні Ларс починає багато часу проводити поза домом і одного разу знайомиться з членами таємного неонацистського угрупування. Ставши членом банди, Ларс знайомиться з Джиммі, одним з ініціаторів жорстокої розправи над молодими геями. Між Ларсом і Джиммі починаються любовні відносини, які незабаром стає важко приховувати від інших членів угруповання, в якій «чистота рядів» понад усе. З закоханими чоловіками жорстоко розправляються: Ларс виживає, Джиммі впадає в кому.

## У ролях
| Туре Ліндхардт    | ···· | Ларс                           |
| Давид Денсік      | ···· | Джиммі                         |
| Ніколас Бро       | ···· | Міхаель на прізвисько «Жирний» |
| Мортен Гольст     | ···· | Патрік                         |
| Ханне Геделунд    | ···· | мати                           |
| Ларс Сімонсен     | ···· | батько                         |
| Андерс Гейнріксен | ···· | Лассе                          |
| Йон Ланге         | ···· | Бо                             |
| Лена Бьорн        | ···· | медсестра                      |

## Знімальна група
- Автори сценарію — Расмус Бірч, Ніколо Донато
- Режисер-постановник — Ніколо Донато
- Продюсер — Пер Гольст
- Співпродюсери — Ніколас Бро, Двавид Денсік, Туре Ліндхардт
- Виконавчий продюсер — Томас Ескільссон
- Лінійний продюсер — Барбара Кроун
- Композитори — Симон Брентінг, Йєспер Мехленбург
- Оператор — Лауст Трієр-Мьорк
- Монтаж — Боділ К'якрхож
- Підбір акторів — Анне Магнер
- Художник-постановник — Томас Равн

## Визнання
| Нагороди та номінації фільму «Братерство» | Нагороди та номінації фільму «Братерство»        | Нагороди та номінації фільму «Братерство» | Нагороди та номінації фільму «Братерство»                      | Нагороди та номінації фільму «Братерство» | Нагороди та номінації фільму «Братерство» |
| Рік                                       | Кінофестиваль/кінопремія                         | Категорія/нагорода                        | Номінант                                                       | Результат                                 |                                           |
| ----------------------------------------- | ------------------------------------------------ | ----------------------------------------- | -------------------------------------------------------------- | ----------------------------------------- | ----------------------------------------- |
| 2009                                      | Римський кінофестиваль                           | Золотий метелик                           | Ніколо Донато                                                  | Перемога                                  |                                           |
| 2009                                      | Римський кінофестиваль                           | Золотий Марк Ауреліо                      | Ніколо Донато                                                  | Перемога                                  |                                           |
| 2009                                      | Таллінський кінофестиваль «Темні ночі»           | Приз журі найкращому акторові             | Давид Денсік                                                   | Перемога                                  |                                           |
| 2010                                      | Паризький кінофестиваль ЛГБТ-кіно Chéries-Chéris | Гран-прі за найкращий художній фільм      | Братерство                                                     | Номінація                                 |                                           |
| 2011                                      | Премія «Боділ»                                   | Найкращий актор                           | Давид Денсік                                                   | Номінація                                 |                                           |
| 2011                                      | Премія «Боділ»                                   | Найкращий актор другого плану             | Мортен Гольст                                                  | Номінація                                 |                                           |
| 2011                                      | Премія «Роберт»                                  | Найкращий фільм                           | Ніколо Донато (режисер), Пер Гольст (продюсер)                 | Номінація                                 |                                           |
| 2011                                      | Премія «Роберт»                                  | Найкращий режисер                         | Ніколо Донато                                                  | Номінація                                 |                                           |
| 2011                                      | Премія «Роберт»                                  | Найкращий актор другого плану             | Давид Денсік                                                   | Номінація                                 |                                           |
| 2011                                      | Премія «Роберт»                                  | Найкраща оригінальна музика до фільму     | Симон Брентінг, Йєспер Мехленбург                              | Номінація                                 |                                           |
| 2011                                      | Премія «Роберт»                                  | Найкращий пісня                           | Клаус Гемплер, Яспер Мехленбург, Симон Брентінг, Ніколо Донато | Номінація                                 |                                           |
| 2011                                      | Премія «Роберт»                                  | Найкращий грим                            | Бйорг Серуп                                                    | Номінація                                 |                                           |